# Markus Fothen
Markus Fothen (Kaarst, 9 september 1981) is een voormalig Duits wielrenner.
Fothen werd in 2003 Duits, Europees en wereldkampioen individuele tijdrit op de weg bij de beloften. In 2004 werd hij prof bij het Duitse Gerolsteiner. In 2006 kreeg hij daar gezelschap van zijn jongere broer Thomas.
In 2005 werd hij als 23-jarige twaalfde in de eindrangschikking van de Ronde van Italië en was daarmee een van de positieve verrassingen. In juli 2013 stopte Fothen met wielrennen.
In 2013 raakte bekend dat Fothen tijdens zijn carrière Viagra nam als prestatiebevorderend middel. Het middel stond niet op de verboden lijst van WADA, maar het zorgt er wel voor dat de bloedvaten uitzetten, waardoor zuurstof sneller opgenomen kan worden.

## Belangrijkste overwinningen
2003
- Duits kampioen tijdrijden, Beloften
- Europees kampioen tijdrijden, Beloften
- Wereldkampioen tijdrijden, Beloften

2004
- GP Schwarzwald

2005
- UCI ProTour Ploegentijdrit (met Sven Krauss, Sebastian Lang, Torsten Schmidt, Uwe Peschel en Michael Rich)

2006
- LuK Challenge (met Sebastian Lang)

2007
- 1e etappe Ronde van Romandië

2008
- 5e etappe Ronde van Zwitserland
- 5e etappe Regio Tour

## Resultaten in voornaamste wedstrijden
| Jaar | Ronde van Italië | Ronde van Frankrijk | Ronde van Spanje |
| ---- | ---------------- | ------------------- | ---------------- |
| 2005 | 12e              |                     |                  |
| 2006 |                  | 14e                 | opgave           |
| 2007 |                  | 34e                 | 106e             |
| 2008 |                  | 33e                 |                  |
| 2009 | 110e             | 125e                |                  |
| 2010 | 102e             |                     | opgave           |

| Jaar | Milaan-San Remo |  | WK op de weg |  | Wereldranglijsten |
| ---- | --------------- |  | ------------ |  | ----------------- |
| 2005 |                 |  | 116e         |  | 115e (UPT)        |
| 2006 |                 |  |              |  | 130e (UPT)        |
| 2007 |                 |  |              |  | 131e (UPT)        |
| 2008 |                 |  |              |  | 69e (UPT)         |
| 2009 |                 |  |              |  | 209e (UWK)        |
| 2010 | 51e             |  |              |  | 205e (UWK)        |